# Hundsvot
En hundsvot er betegnelsen for en linjestrop på en taljeblok eller en lille strop i enden på et sværere stykke tovværk. Udtrykket der kommer fra det hollandske hondsvot, er en vulgær betegnelse for en hunhunds kønsdele.